# Alnus orientalis
Alnus orientalis är en björkväxtart som beskrevs av Joseph Decaisne. Alnus orientalis ingår i släktet alar, och familjen björkväxter. Inga underarter finns listade.
Alnus orientalis når en höjd av 12 meter.
Trädet förekommer från Cypern och Turkiet över Mellanöstern till norra Iran. Det växer i låglandet och i kulliga regioner upp till 900 meter över havet. Arten hittas ofta vid vattendrag, nära källor eller i träskmarker. Den växer snabb. I Iran hittas den ofta tillsammans med äkta cypress.
I östra delen av utbredningsområdet hotas trädet av skogsröjningar och bränder. Hela populationens storlek är okänd. IUCN listar arten med kunskapsbrist (DD).